# Тополница (язовир)
Вижте пояснителната страница за други значения на Тополница.
Язовир Тополница е построен на най-дългата река в Средна гора, Тополница. Язовирът се намира в южната част на дълбока долина между източната и средната част на планината Средна гора. Собственост е на държавното предприятие „Напоителни системи“.
Водоемът е с площ 570 хектара (5,70 km2) и капацитет от 137 млн. m³ вода. Водите му се използват за напояване на обработваема земя. Близо до язовира е и ВЕЦ Тополница. В района има много вили и бунгала, удобни за туризъм и пренощуване.
Недалече от язовир Тополница е и историческото място „Оборище“. Язовирът се намира на 75 km от София и на 18 km от град Панагюрище.
В язовира се развъждат бяла риба, шаран, каракуда, червеноперка, костур и др.

## Административно-териториални промени
През 1965 г., поради строежа на язовира, са изселени жителите на 12 махали от община Панагюрище:
| Име         | 1934 | 1946 | 1956 |
| ----------- | ---- | ---- | ---- |
| Алачовец    | 645  | 671  | 527  |
| Балчовци    | 144  | 167  | 126  |
| Косевица    | 35   | 35   | –    |
| Курил       | 215  | 211  | 23   |
| Нивица      | 528  | 469  | 381  |
| Павел       | 134  | 126  | –    |
| Поленето    | 96   | 103  | –    |
| Равни рът   | –    | –    | 128  |
| Слатина     | 120  | 93   | 59   |
| Станчов рът | –    | –    | 70   |
| Тропев рът  | 341  | 321  | 214  |
| Шишман      | 387  | 433  | 51   |